# Digentia
Digentia is een geslacht van rechtvleugeligen uit de familie veldsprinkhanen (Acrididae). De wetenschappelijke naam van dit geslacht is voor het eerst geldig gepubliceerd in 1878 door Stål.

## Soorten
Het geslacht Digentia omvat de volgende soorten:
- Digentia fasciata Ramme, 1929
- Digentia karnyi Ramme, 1929
- Digentia punctatissima Stål, 1875
- Digentia rufogeniculata Bolívar, 1911